# Кубок Мапіндузі
Кубок Мапіндузі (англ. Mapinduzi Cup) — футбольне змагання, яке щорічно проводить Занзібарська федерація футболу серед футбольних клубів Занзібару та Танзанії. З 2013 року в турнірі беруть участь також клуби з Кенії та Уганди.

## Переможці
| Сезон | Чемпіон                 | Результат        | Фіналіст            |
| ----- | ----------------------- | ---------------- | ------------------- |
| 2004  | Янг Афріканс            | 2 - 1            | Мтібва Шугер        |
| 2005  | Мафунзо                 | 2 - 0            | ЖКУ                 |
| 2006  | Не проводився           | Не проводився    | Не проводився       |
| 2007  | Малінді                 | 2 - 0            | М'ємбені            |
| 2008  | М'ємбені                | 2 - 1            | Полісі              |
| 2009  | Не проводився           | Не проводився    | Не проводився       |
| 2010  | Мтібва Шугер            | 1 - 0            | Занзібар Оушин Вайв |
| 2011  | Сімба                   | 2 - 0            | Янг Афріканс        |
| 2012  | Азам                    | 3 - 1            | Джамгурі            |
| 2013  | Азам                    | 2 - 1            | Тускер              |
| 2014  | Кампала Сіті Кансил     | 1 - 0            | Сімба               |
| 2015  | Сімба                   | 0 - 0 (4-3 пен.) | Мтібва Шугер        |
| 2016  | Уганда Ревенью Ауториті | 3 - 1            | Мтібва Шугер        |
| 2017  | Азам                    | 1 - 0            | Сімба               |

## Титули по клубам
| Клуб                    | Чемпіон | Роки чемпіонств  |
| ----------------------- | ------- | ---------------- |
| Азам                    | 3       | 2012, 2013, 2017 |
| Сімба                   | 2       | 2011, 2015       |
| Янг Афріканс            | 1       | 2004             |
| Мафунзо                 | 1       | 2005             |
| Малінді                 | 1       | 2007             |
| М'ємбені                | 1       | 2008             |
| Мтібва Шугер            | 1       | 2010             |
| Кампала Сіті Кансил     | 1       | 2014             |
| Уганда Ревенью Ауториті | 1       | 2016             |